# Martijn Lust
Martijn Lust (Tuitjenhorn, 29 november 1975) is een Nederlands voormalig professioneel wielrenner. Hij reed voor onder meer Batavus-Bankgiroloterij. Lust was in het begin van zijn carrière voornamelijk actief op de baan, maar stapte later over naar de weg.

## Belangrijkste overwinningen
2000
- Ronde van de Haarlemmermeer
- Omloop Schokland

2003
- Omloop van de Veenkoloniën

2004
- Omloop van de Veenkoloniën

2006
- Omloop van de Veenkoloniën

## Grote rondes
Geen